# Père et Fille (film, 2015)
Pour les articles homonymes, voir Père et Fille.
Pour plus de détails, voir Fiche technique et Distribution.
Père et Fille (Fathers and Daughters) est un film américain réalisé par Gabriele Muccino et sorti en 2015.

## Synopsis
Un célèbre écrivain veuf découvre qu'il est gravement malade alors qu'il tente d'éduquer sa fille unique. 25 ans plus tard, celle-ci tente de se réconcilier avec son enfance.

## Fiche technique
- Titre original : Fathers and Daughters
- Titre français : Père et Fille
- Réalisation : Gabriele Muccino
- Scénario : Brad Desch
- Directeur artistique : Gregory A. Weimerskirch
- Décors : Julie Smith
- Costumes : Isis Mussenden
- Directeur de la photographie : Shane Hurlbut
- Montage : Alex Rodríguez
- Musique : Paolo Buonvino
- Production : Nicolas Chartier, Sherryl Clark et Craig J. Flores
- Sociétés de production : Lakeshore Entertainment, Andrea Leone Films, Busted Shark Productions, Fear of God Films et Voltage Pictures
- Sociétés de distribution : Vertical Entertainment et Elevation Pictures
- Pays d'origine :  États-Unis,  Italie
- Langue originale :
- Format : couleur
- Durée : 116 minutes
- Dates de sortie : 
  - Italie : 1er octobre 2015
  - États-Unis : 8 juillet 2016
  - France : 23 août 2017 (sorti directement en DVD)

## Distribution
- Russell Crowe (VF : Emmanuel Jacomy) : Jake Davis
- Amanda Seyfried (VF : Marie-Eugénie Maréchal) : Katie Davis
- Aaron Paul (VF : Alexandre Gillet) : Cameron
- Diane Kruger (VF : Laura Blanc) : Elizabeth
- Quvenzhané Wallis (VF : Lisa Caruso) : Lucy
- Bruce Greenwood (VF : Bernard Lanneau) : William
- Janet McTeer (VF : Déborah Perret) : Carolyn
- Kylie Rogers (VF : Kaycie Chase) : Katie enfant
- Jane Fonda (VF : Frédérique Tirmont) : Teddy Stanton
- Octavia Spencer (VF : Laura Zichy) : Dr Korman
- Jenny Vos : Tricia
- Brendan Griffin (VF : Gilduin Tissier) : Evan
- Ryan Eggold (VF : Anatole de Bodinat) : John
- Chris Douglass (VF : Gauthier Battoue) : Brian
- Paula Marshall (VF : Juliette Degenne) : Laura Garner
- Darren Eliker (VF : Pierre-François Pistorio) : Dr Barrett
- Jason McCune (VF : Jean-Philippe Puymartin) : Wilton
- Claire Chapelli (VF : Vanessa Van-Geneugden) : Nancy

 Source et légende : version française (VF) sur RS Doublage et selon le carton du doublage français sur le DVD zone 2.